# 平王東遷
平王東遷（へいおうとうせん）は、東周の始まりとなった歴史的な事件である。周の平王が遷都した後の周王朝は東周と呼ばれ、武王が建国して幽王が亡くなるまでの周王朝を西周として区別し、この事件が周王朝の歴史上の転換点になっている。

## 原因
幽王8年（紀元前774年）に褒姒が子の伯盤を産み、幽王がその子を太子とし、宜臼を廃太子したために、宜臼は母の実家である申侯の下に逃亡した。幽王は申侯を攻めるために出兵するも、申侯は犬戎兵を率いて攻め、幽王と伯盤は殺害された。虢の諸侯は幽王の弟の余臣を携王として擁立したが、携王は紀元前750年に晋の文侯に殺害された。同時期に、申侯、魯侯、許の文公により宜臼が平王として擁立され、携王が殺害されるまで21年ほど2王が並立していた。携王が殺害されてから9年ほど、周王朝には正統な王が不在であり、次第に諸侯が朝覲することがなくなった。3年後の紀元前738年に、晋の文侯により平王が洛邑（現代の洛陽）に東遷した。

## その後
平王が申侯に擁立され、父王を殺害して王位を簒奪した疑いもあって、諸侯に尊重されることがなく、周王の地位が急落した。名ばかりの君主となり、実際に諸侯を統率する力はなく、諸侯の勢力が増大する一方だった。周王には外部からの侵攻に対抗する力がなく、諸侯に頼らざるを得なかったがゆえに、諸侯は強弱が併存するが、斉・楚・秦・晋が強大化し始めた。最終的に、春秋時代と呼ばれる、諸侯が覇権を争う時代になった。

## 東遷した年の論争
清華簡によれば、平王東遷は紀元前738年とされ、『左伝』僖公二十二年においても、この説を検証している。